# Michel Khleifi

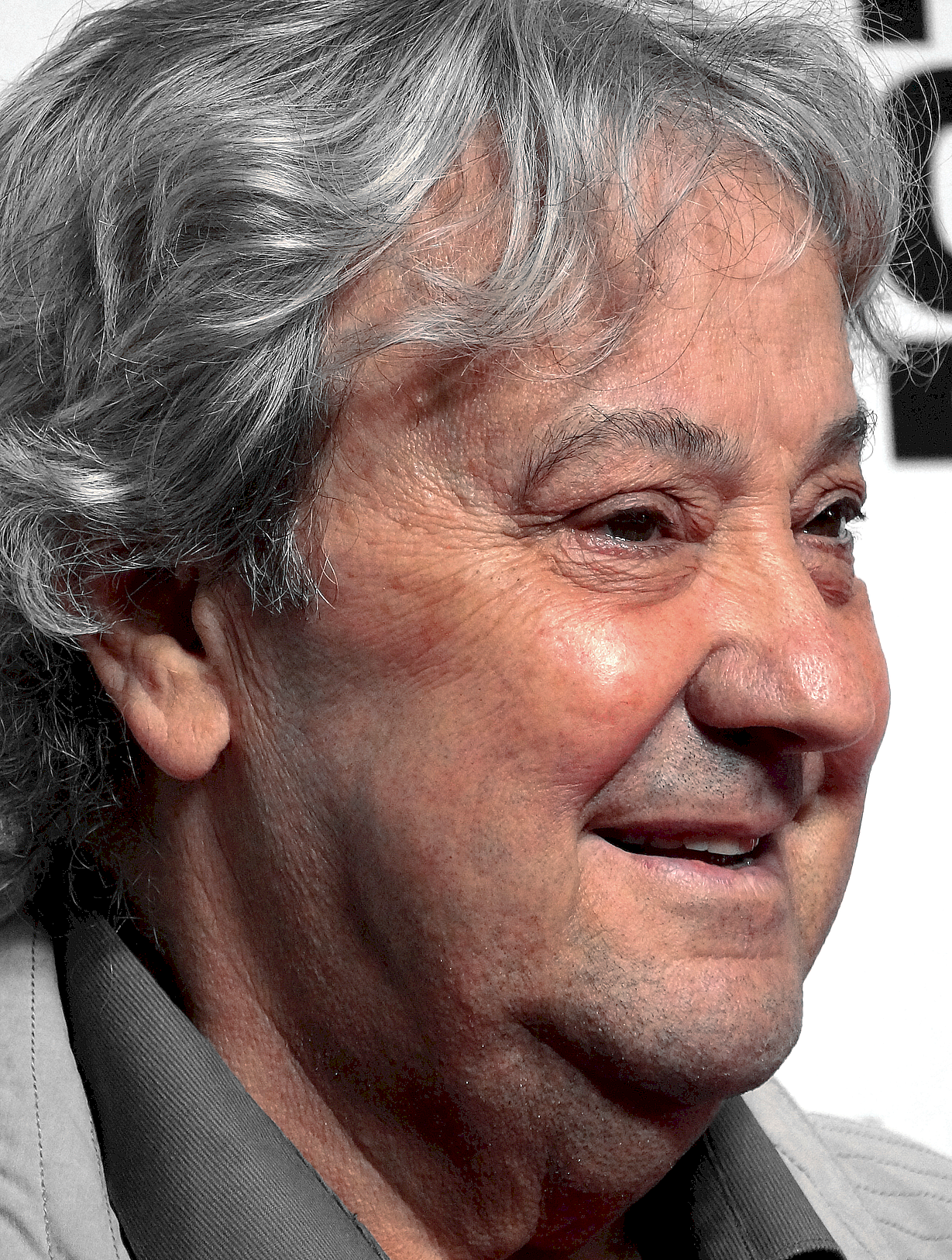
Michel Khleifi, 2024

Michel Khleifi (* 3. November 1950 in Nazareth, Israel) ist ein arabisch-israelischer Drehbuchautor, Filmregisseur und Filmproduzent.

## Leben
Khleifi studierte Fernseh- und Theaterregie am belgischen Institut national supérieur des arts du spectacle (INSAS) in Brüssel. Nach dem Abschluss dort arbeitete er für das belgische Fernsehen, bevor er mit der Herstellung eigener Dokumentarfilme und Spielfilme begann. In derselben Zeit unterrichtete er an der INSAS und war unter anderem Lehrer des kuwaitischen Filmproduzenten und Mäzens Omar al-Qattan. Khleifi lehrt heute (2015) noch an der Hochschule.
Seit den 1980er Jahren wurden mehrere Filme Khleifis auf internationalen Filmfestspielen preisgekrönt. Sein 2003 zusammen mit dem israelischen Regisseur Eyal Sivan gedrehter und von Omar al-Qattan coproduzierter Film Route 181: Fragments of a Journey in Palestine/Israel wurde im selben Jahr vom deutsch-französischen Fernsehsender Arte ausgestrahlt. Danach wurde er besonders in Frankreich kontrovers diskutiert.

## Filmographie
- 1980: Fertile memory.
- 1985: Ma'loul Celebrates ist Destruction.
- 1987: Urs al-Jalil (englisch: Wedding in Galilee).
- 1990: Canticle of the Stones
- 1993: L'Ordre du jour.
- 1995: Tale of the Three Jewels; französisch: Le conte des trois diamants.
- 2003: Regie mit Eyal Sivan: Route 181: Fragments of a Journey in Palestine/Israel.
- 2009: Zindeeq.

## Theater
- 1998: La fuite au paradis in französischer und arabischer Sprache. Théâtre Marni, Ixelles, Belgien.

## Preise und Auszeichnungen
- 1987: Internationaler Kritiker-Preis (FIPRESCI-Award), Internationale Filmfestspiele von Cannes 1987 für Urs al-Jalil.
- 1987: André Cavens Award für denselben Film.
- 1987: Goldene Muschel, Festival Internacional de Cine de San Sebastián, Spanien für denselben Film.
- 1991: Special Jury Prize des Internationales Dokumentarfilmfestival von Yamagata, Yamagata, Japan für Canticle of the Stones.
- 2005: Preis des Bürgermeisters zusammen mit Eyal Sivan bei dem Yamagata International Documentary Film Festival für: Route 181: Fragments of a Journey in Palestine/Israel.
- 2009: Muhr-Preis für den besten Arabischen Spielfilm Dubai International Film Festival.